# Babak Amir-Tahmasseb
Babak Amir-Tahmasseb (Teherán, Irán, 19 de mayo de 1976) es un deportista francés que compitió en piragüismo en la modalidad de aguas tranquilas. Ganó una medalla de oro en el Campeonato Mundial de Piragüismo de 2001, y una medalla de plata en el Campeonato Europeo de Piragüismo de 1999, ambas en la prueba de K1 1000 m.

## Palmarés internacional
| Campeonato Mundial | Campeonato Mundial | Campeonato Mundial | Campeonato Mundial |
| Año                | Lugar              | Medalla            | Competición        |
| ------------------ | ------------------ | ------------------ | ------------------ |
| 2001               | Poznań (Polonia)   | Medalla de oro     | K1 1000 m          |
| Campeonato Europeo |                    |                    |                    |
| Año                | Lugar              | Medalla            | Competición        |
| 1999               | Zagreb (Croacia)   | Medalla de plata   | K1 1000 m          |